# Hyalochloria
Hyalochloria is een geslacht van wantsen uit de familie van de Miridae (Blindwantsen). Het geslacht werd voor het eerst wetenschappelijk beschreven door Odo Reuter in 1907.

## Soorten
Het genus bevat de volgende soorten:

- Hyalochloria aliformis Carvalho, 1985
- Hyalochloria antilleana Carvalho, 1985
- Hyalochloria apicata T. Henry, 2001
- Hyalochloria araripensis Carvalho, 1985
- Hyalochloria arcuata T. Henry, 1978
- Hyalochloria baranowskii T. Henry, 2001
- Hyalochloria bispina T. Henry, 2001
- Hyalochloria brasiliana T. Henry, 1978
- Hyalochloria caviceps Reuter, 1907
- Hyalochloria colombiana T. Henry, 1978
- Hyalochloria denticornis Hsiao, 1945
- Hyalochloria fuscicornis T. Henry, 1978
- Hyalochloria inermis Carvalho, 1985
- Hyalochloria itatiaiensis Carvalho, 1985
- Hyalochloria longicornis T. Henry, 1978
- Hyalochloria marginata T. Henry, 2001
- Hyalochloria mexicana T. Henry, 1978
- Hyalochloria rondoniensis Carvalho, 1985
- Hyalochloria schaffneri T. Henry, 1978
- Hyalochloria schuhi T. Henry, 1978
- Hyalochloria scutellata T. Henry, 1978
- Hyalochloria tuberculata T. Henry, 1978
- Hyalochloria unicolor Reuter, 1907